# Letton
Pour l’article ayant un titre homophone, voir laiton.
Cet article concerne la langue lettone. Pour le peuple letton, voir Lettons.
Le letton, ou lette, (en letton : latviešu (valoda)) est une langue qui appartient au groupe balte oriental de la famille indo-européenne. Environ deux millions de personnes parlent letton.

## Histoire
Étroitement apparenté au lituanien, le letton s'est formé jusqu'au XVIe siècle à partir des dialectes lette, couronien, le sémigalien et le sélonien maintenant disparus.
Ces dialectes semblent avoir émergé au cours du haut Moyen Âge avec l'affirmation des tribus du même nom et les contacts et influences mutuelles importantes avec les tribus finno-ougriennes voisines (Estoniens, Oeseliens, Lives à partir du Xe siècle). On trouve ainsi de nombreux fennicismes dans le letton ainsi qu'à l'inverse dans l'estonien un certain nombre de mots empruntés aux langues baltes. Plutôt qu'une hypothétique langue balto-slave, les chercheurs s'accordent à penser que ce sont aussi les multiples contacts avec les Slaves durant cette même période ainsi que la slavisation des territoires baltes plus à l'Est durant le Moyen Âge qui expliquent la présence cependant limitée d'un vocabulaire d'origine slave dans la langue lettonne (comme lituanienne). De manière ainsi caractéristique de nombreux mots lettons concernant le christianisme semblent d'origine slave, attestant des premiers contacts établis entre les tribus baltes et des missionnaires ou populations slaves christianisés dès le Xe siècle.
Avec les croisades allemandes et la conquête des territoires lettons, les dialectes lettons restent cantonnés au monde paysan et à partir du Xe siècle aux serfs, l'allemand étant la langue des élites. Cette christianisation par le fer et cette domination politique et culturelle des élites allemandes aboutiront à une influence importante de l'allemand sur le letton.
Il faudra attendre la Réforme et le souci d'utiliser les langues locales pour effectuer le travail évangélique pour voir apparaître les premiers textes écrits en letton, souvent à l'usage des pasteurs allemands envoyés dans les campagnes.
La disparition des anciennes tribus et la vie sous un même régime politique et social, les différentes migrations liées à celui-ci et aux différents conflits ont abouti à l'unification progressive de la nation lettonne et au rapprochement progressivement des dialectes, avec la mise au point progressive d'une langue commune qui va devenir le letton.
Seul le latgalien va connaître une évolution originale en raison du rattachement du territoire de Latgale (Livonie Polonaise) à la Pologne en 1629 et donc à une influence catholique et polonaise prolongée qui vont dissocier l'évolution de la région du reste du pays. De ce fait se maintiendra jusqu'à nos jours ce dialecte particulier.
Les plus anciens textes écrits en letton sont des hymnes traduits par Nicholas Ramm, un pasteur allemand à Rīga, recueil qui date de 1530.
Le passage sous domination russe au XVIIIe siècle a renforcé l'influence de la langue russe même si le mouvement de renouveau national a permis la codification d'une langue écrite et l’essor d'un mouvement littéraire qui vont profiter de la création de l’État letton en 1918.
Pendant l'occupation soviétique dans la seconde moitié du XXe siècle, des Russes ont immigré dans le pays sans apprendre le letton. Le russe dominait dans presque toutes les sphères de la société, et le letton devenait de plus en plus marginalisé dans le pays. Cependant, le letton ne perdit pas pour autant son statut de langue officielle. En 2000, le letton était la langue maternelle de 58 % de la population du pays (62 % en 2024), cette part étant nettement moindre dans les grandes villes (53 % à Jelgava, 50 % à Liepāja, 41 % à Riga, 11 % à Daugavpils). Dans le processus pour l'indépendance du début des années 1990, la Lettonie, tout comme l'Estonie, proposa des lois pour prévenir l'extinction de la langue.

## Dialectes
Le letton se divise en deux dialectes principaux : le haut letton (latgalien) et le letton occidental, qui représente la forme littéraire actuelle.

## Répartition géographique
Le letton est la langue maternelle de 1,4 million de personnes en Lettonie où c'est la langue officielle et d'environ 500 000 personnes à l'étranger.
| Lettonie         | 1 394 000 en 1995 |
| États-Unis       | 100 000           |
| Russie           | 60 000            |
| Australie        | 36 000            |
| Canada           | 24 000            |
| Allemagne        | 9 000             |
| Lituanie         | 4 400             |
| Ukraine          | 7 000             |
| Estonie          | 3 000             |
| Biélorussie      | 2 300             |
| Suède            | 4 000             |
| Brésil           | 7 000             |
| Nouvelle-Zélande | 500               |
| Royaume-Uni      | 9 000             |
| Venezuela        | 500               |

## Écriture
Le letton utilise l'alphabet latin enrichi de signes diacritiques (macron, háček, cédille). Son alphabet de 34 lettres ne contient pas q, w, x ni y (sauf dans des mots étrangers), mais y ajoute les lettres diacritées ā, č, ē, ģ, ī, ķ, ļ, ņ, ŗ, š, ū et ž. Le phonème noté par ŗ s'étant amuï, la lettre est de nos jours généralement ignorée, du moins dans les publications de Lettonie propre. Le digraphe ch [x] a disparu également. Le ō n'est utilisé que dans le dialecte latgalien et on a cessé son utilisation au début des années 1940. Avant 1921, les cédilles sous les lettres ģ, ķ, ņ, ŗ pouvaient être rendues par des barres obliques avec les lettres ꞡ, ꞣ, ꞥ, ꞧ.
Les diphtongues ai, au, ei, ia, iu, ui et uo s'écrivent respectivement /ai/, /au/, /ei/, /ie/, /iu/, /ui/ et /o/.
| A | Ā | B | C | Č | D | E | Ē | F | G | Ģ | H | I | Ī | J | K | Ķ | L | Ļ | M | N | Ņ | O | P | R | Ŗ | S | Š | T | U | Ū | V | Z | Ž |
| a | ā | b | c | č | d | e | ē | f | g | ģ | h | i | ī | j | k | ķ | l | ļ | m | n | ņ | o | p | r | ŗ | s | š | t | u | ū | v | z | ž |

## Phonétique
Chaque phonème est noté par une lettre propre, à l'exception de dz et dž, des deux sons écrits par les lettres e et ē (ouvert et fermé), et la voyelle orale o (longue ou brève) des mots étrangers n'est pas distinguée graphiquement de la diphtongue proprement lettonne o – laquelle peut être notée dans des ouvrages didactiques uo. Il est donc facile de deviner la prononciation d'un mot en le lisant. L'accent de hauteur n'est pas mobile comme en lituanien, mais se place sur la première syllabe, à quelques exceptions près.
Décrire l'alphabet letton sans y intégrer les digrammes (dz, dž et le ch aujourd'hui abandonné, ainsi que les diphtongues) montre la grande confusion qui règne dans les ouvrages et les esprits. À l'exception parfois de ie — qu'on peut trouver placée après i et ī —, les diphtongues ne sont pas distinguées dans les listes alphabétiques. On les trouve donc dans l'ordre purement alphabétique latin.

## Grammaire
- Du point de vue typologique, le letton est une langue flexionnelle.
- Les noms se répartissent comme en français entre deux genres : masculin ou féminin, chacun étant caractérisé par des terminaisons spécifiques. Le nombre duel apparaît dans de rares cas.
- Les noms se répartissent en six ou sept groupes de déclinaison, selon les grammairiens et leur appréciation des exceptions – peu nombreuses, dans un système certes complexe, mais régulier.
- Le système de déclinaison comprend sept cas : nominatif, génitif, accusatif, datif, instrumental, locatif, vocatif. Toutefois, l'instrumental étant — presque toujours — identique au singulier à l'accusatif, au pluriel au datif, des grammairiens — peu soucieux de rigueur — l'ont évacué de leurs ouvrages.
- Il n'existe pas d'article.
- Pour les adjectifs — variables en genre et en nombre —, il existe une forme définie et une forme indéfinie, chacune suivant sa déclinaison.
- Le système verbal comporte trois temps simples : présent, imparfait et futur, et trois temps composés : passé composé, plus-que-parfait, futur antérieur. Il existe cinq modes : l'indicatif, l'impératif, le conditionnel, le conjonctif (qui sert à exprimer un doute au sujet de la vérité d'une affirmation) et le débitif (qui sert à exprimer l'idée de nécessité ou de devoir).

### Noms et adjectifs
Le Letton possède deux genres (masculin et féminin) ainsi que 7 cas grammaticaux. Les adjectifs épithètes précèdent généralement le nom qu'ils modifient et s'accordent en genre, en nombre et en cas. De même, les adjectifs prennent un suffixe différent pour indiquer une interprétation définie ou indéfinie :
```
   Viņa nopirka vec
u
 māju. « Elle a acheté 
une
 vieille maison. »
   Viņa nopirka vec
o
 māju. « Elle a acheté 
la
 vieille maison. »
```

#### Adjectifs démonstratifs
Déclinaison de « tas » : celui-là, ce...là
|           | Masculin          | Masculin             |           | Féminin           | Féminin              |
| Singulier | Pluriel           |                      | Singulier | Pluriel           |                      |
| Nominatif | tas               | tie                  |           | tā                | tās                  |
| Genitif   | tā                | to                   |           | tās               | to                   |
| Datif     | tam               | tiem                 |           | tai               | tām                  |
| Accusatif | to                | tos                  |           | to                | tās                  |
| Locatif   | tajā / tai / tanī | tais / tajos / tanīs |           | tai / tajā / tanī | tais / tajās / tanīs |

Déclinaison de « šis » : celui-ci, ce
|           | Masculin          | Masculin             |           | Feminin           | Feminin              |
| Singulier | Pluriel           |                      | Singulier | pluriel           |                      |
| Nominatif | šis               | šie                  |           | šī                | šīs                  |
| Genitif   | šī, šā            | šo                   |           | šīs, šās          | šo                   |
| Datif     | šim               | šiem                 |           | šai               | šām                  |
| Accusatif | šo                | šos                  |           | šo                | šās                  |
| Locatif   | šai / šajā / šinī | šais / šajos / šinīs |           | šai / šajā / šinī | šais / šajās / šinīs |

### Déclinaisons
La déclinaison du letton concerne  les substantifs, les adjectifs, les adjectifs numéraux et les pronoms. Elle varie selon sept cas : nominatif, génitif, datif, accusatif, instrumental, locatif et vocatif.

#### Les noms
Les noms peuvent être classés comme étant soit déclinables soit indéclinables. La plupart d'entre eux sont déclinables et appartiennent à l'une des six classes de déclinaison (trois pour les noms masculins et trois pour les noms féminins). Le cas instrumental est toujours identique à l'accusatif au singulier et au datif au pluriel. Il est utilisé en tant que cas indépendant (c.-à-d. sans utiliser de préposition) seulement dans des contextes très particuliers en Letton moderne.

##### Déclinaisons du masculin
Les trois déclinaisons du masculin se distinguent selon les propriétés suivantes :
- 1re déclinaison nominatif singulier en -s ou -š, voyelle thématique -a- (ex. : vīrs « homme, mari »)
- 2e déclinaison nominatif singulier en -is (ou -ns/-ss), voyelle thématique -i- (ex. : skapis « étagère »)
- 3e déclinaison nominatif singulier en -us, voyelle thématique -u- (ex. : tirgus « marché »)

Le paradigme complet des terminaisons pour ces trois déclinaisons est donné dans le tableau suivant :
|       | 1re décl. | 1re décl. | 2de décl. | 2de décl. | 3e décl. | 3e décl. |
| Sing. | Plur.     | Sing.     | Plur.     | Sing.     | Plur.    |          |
| ----- | --------- | --------- | --------- | --------- | -------- | -------- |
| Nom.  | vīrs      | vīri      | skapis    | skapji    | tirgus   | tirgi    |
| Gen.  | vīra      | vīru      | skapja    | skapju    | tirgus   | tirgu    |
| Dat.  | vīram     | vīriem    | skapim    | skapjiem  | tirgum   | tirgiem  |
| Acc.  | vīru      | vīrus     | skapi     | skapjus   | tirgu    | tirgus   |
| Ins.  | vīru      | vīriem    | skapi     | skapjiem  | tirgu    | tirgiem  |
| Loc.  | vīrā      | vīros     | skapī     | skapjos   | tirgū    | tirgos   |
| Voc.  | vīr       | vīri      | skapi     | skapji    | tirgu    | tirgi    |

La 2e déclinaison décrit une palatalisation de la consonne radicale finale au génitif singulier ainsi qu'au pluriel (p → pj dans l'exemple ci-dessus). Les noms composés et les noms propres terminés par -dis ou -tis font exception à cette règle (ex. : Atis, gen. sing. Ata).
Une petite partie de ces noms de la 2de déclinaison possède un nominatif singulier identique au génitif (la plupart d'entre eux se termine en -ens). Ceux-ci font partie de qu'on appelle les noms à consonne radicale (ex. : akmens « pierre », asmens « lame », mēness « lune », rudens « automne », sāls « sel », ūdens « eau » et zibens « éclair ». La 2e déclinaison du nom suns « chien » possède le génitif singulier régulier suņa.

## Vocabulaire
| Mot     | Traduction | Rapport étymologique au latin |
| ------- | ---------- | ----------------------------- |
| terre   | zeme       | humus                         |
| ciel    | debesis    | nimbus                        |
| eau     | ūdens      | unda                          |
| feu     | uguns      | ignis                         |
| homme   | vīrietis   | vir                           |
| femme   | sieviete   | civis                         |
| manger  | ēst        | edere                         |
| boire   | dzert      | vorare                        |
| grand   | liels      |                               |
| petit   | mazs       | magnus (inversion de sens)    |
| nuit    | nakts      | nox                           |
| jour    | diena      | dies                          |
| bonjour | labdien    |                               |